# Miroslav Špot
Miroslav Špot (2. července 1915, Kublov – 15. března 1943, nedaleko Mnichova) byl československý voják a příslušník výsadku Iridium.

## Mládí
Narodil se 2. července 1915 v Kublově. Otec Adolf byl gymnazijním profesorem, matka Žofie, rozená Kähligová byla v domácnosti. Měl staršího bratra Adolfa. V roce 1915 se rodina přestěhovala do Jičína, kde absolvoval obecnou školu a na reálném gymnáziu získal v roce 1934 maturitu.

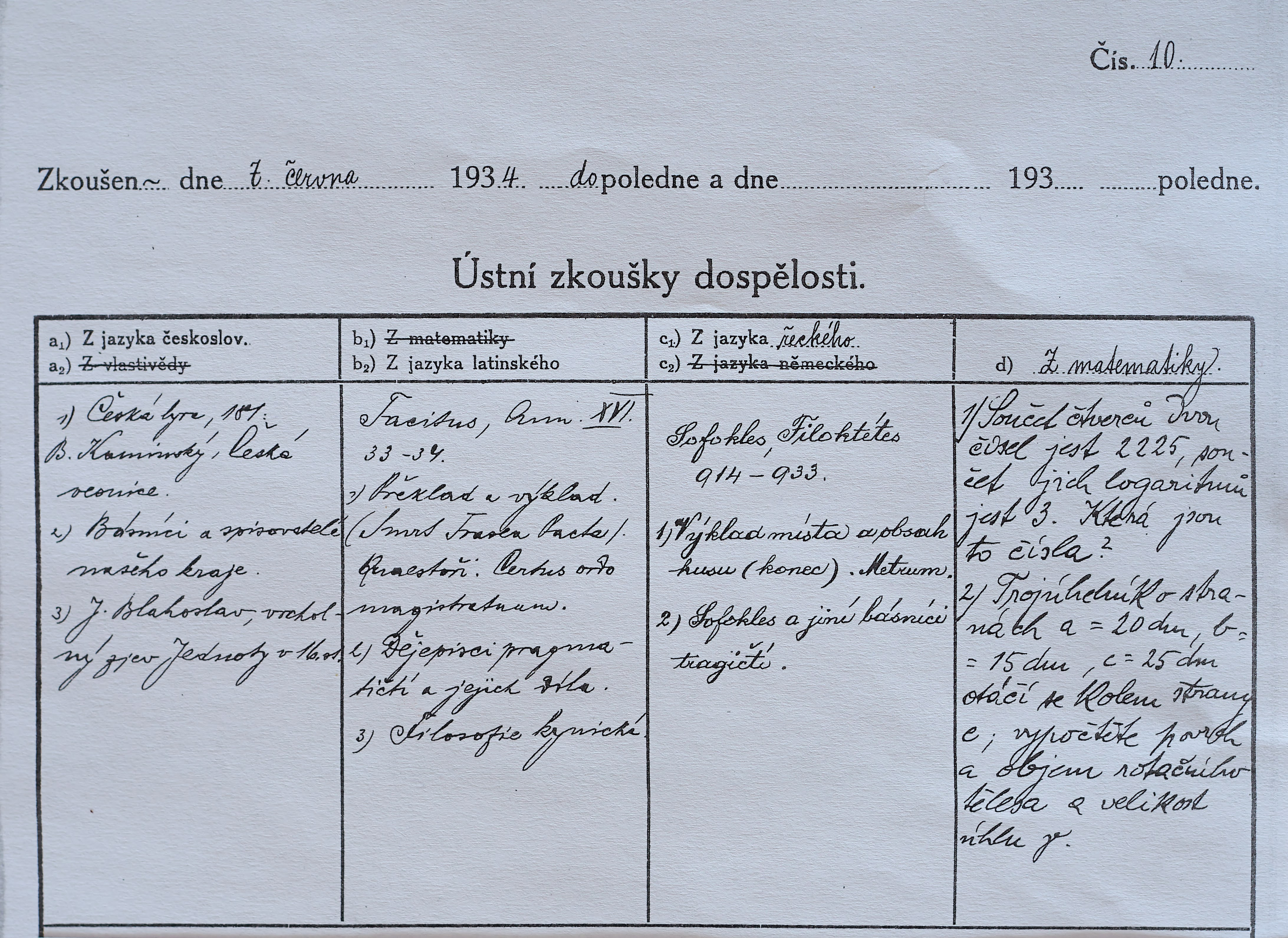
Protokol k maturitní zkoušce Miroslava Špota.

## Vojenská kariéra
Po dobrovolném odvodu nastoupil na základní vojenskou službu v Bratislavě u 11. jezdeckého pluku. Později začal studovat školu pro důstojníky jezdectva. Poté mu byl přiznáno postavení aspiranta a byl postupně povyšován až do hodnosti četaře aspiranta k 15. září 1935. V témže roce nebyl přijat na studium ve Vojenské akademii v Hranicích na Moravě. Za rok, již v hodnosti podporučíka jezdectva přijat byl. Po jejím absolvování, již v hodnosti poručíka nastoupil službu u jezdeckého pluku v Pardubicích. Zde sloužil do srpna 1938, poté byl přeložen do Prešova. Po okupaci Čech a Moravy nacistickým Německem byl 30. března 1939 z armády propuštěn.

## V exilu
Od července 1939 se, společně s Miroslavem Křičenským a Václavem Kindlem krátce skrýval poblíž Dašic. Odtud odjeli do Ostravy a přešli do Polska. Byl prezentován na československém konzulátu. Již jako příslušník Cizinecké legie odjel do Tunisu. Po zahájení 2. sv. války byl zařazen do československého 1. pěšího pluku ve Francii, bojů se však nezúčastnil.
7. července 1940 připlul do Anglie, kde byl přidělen ke kulometné rotě. V hodnosti nadporučíka se přihlásil do výcviku v kurzu pro zvláštní úkoly. Od 17. července do 14. prosince absolvoval sabotážní kurz, parakurz a kurz zpravodajský. Krátce nato dokončil kurz šifrování a mikrofotografie a byl zařazen do desantu Iridium jako velitel.

## Nasazení
14. března 1943 vzlétl s ostatními příslušníky desantu do akce, jejich letadlo bylo nad Německem poblíž Mnichova sestřeleno. Dne 15. března 1943 byl pohřben v Perlacherském lese u Mnichova (Friedhof am Perlacher Forst).

## Po válce
1. prosince 1945 byl in memoriam povýšen do hodnosti kapitána pěchoty, 17. června 1991 potom do hodnosti podplukovníka.

V roce 1947 mu měla být na Lepařově gymnáziu v Jičíně umístěna pamětní deska. K realizaci z politických důvodů nedošlo. Pamětní deska byla uvnitř gymnázia, Jiráskova 30 (u hlavního schodiště mezi přízemím a prvním patrem) slavnostně odhalena 26. října 2018. Na desce je nápis: "PODPLUKOVNÍK MIROSLAV ŠPOT / 2. 7. 1915 - 15. 3. 1943 / PŘÍSLUŠNÍK ČSL. ARMÁDY V ANGLII / VELITEL OPERACE IRIDIUM / SESTŘELEN NAD MNICHOVEM / ČEST JEHO PAMÁTCE / ABSOLVENT LEPAŘOVA GYMNÁZIA 1934."

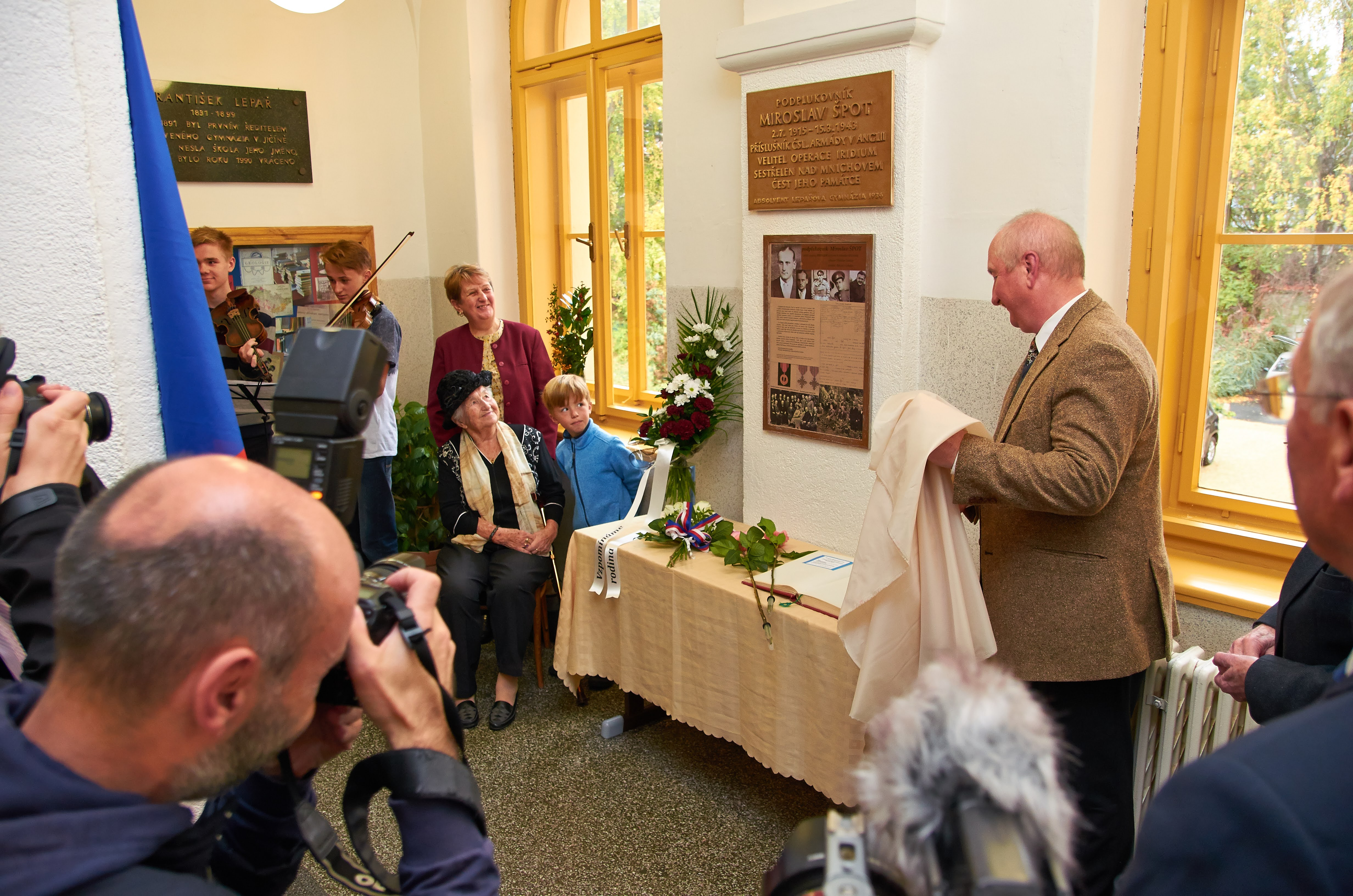
Odhalení pamětní desky Miroslava Špota na Lepařově gymnáziu v Jičíně

Česká republika několik let jednala s bavorskou stranou o přemístění ostatků. V dubnu 2025 ředitel odboru pro válečné veterány a válečné hroby ministerstva obrany Robert Speychal oznámil, že v nejbližší době dojde k jejich převozu do ČR.

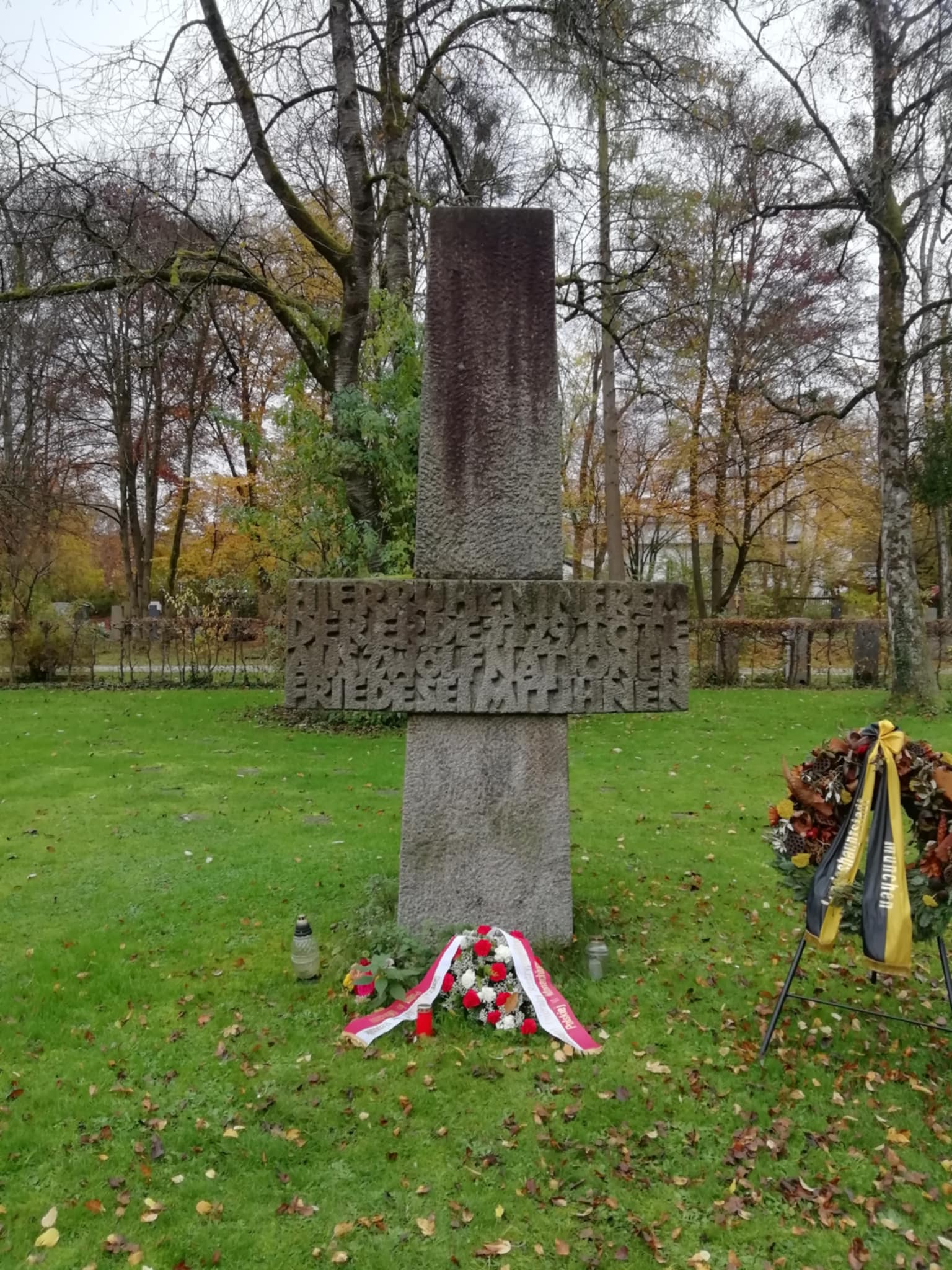
Hřbitov Perlacher Forst, Mnichov
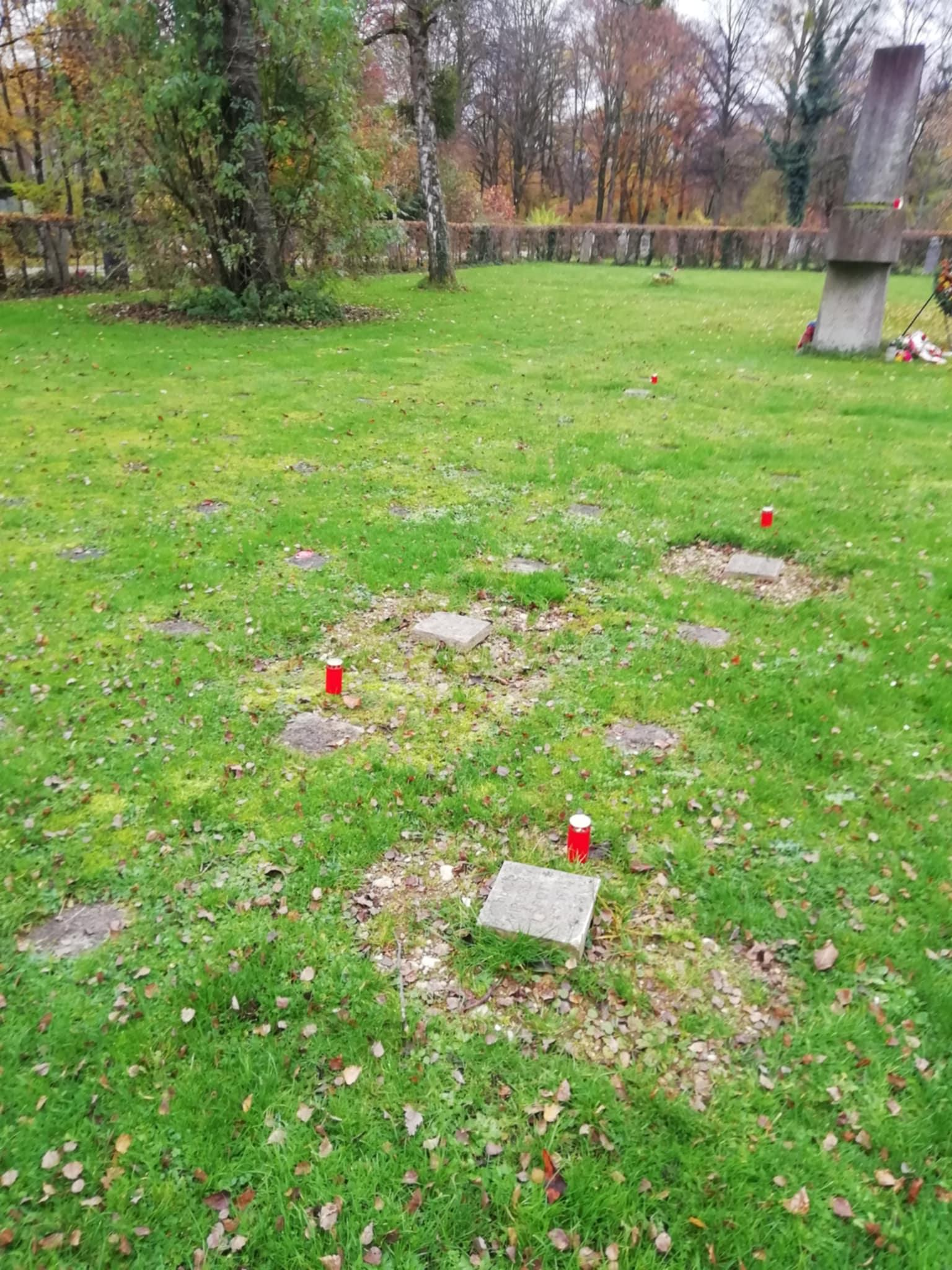
Hroby výsadků Iridium a Bronze, hřbitov Perlacher Forst, Mnichov
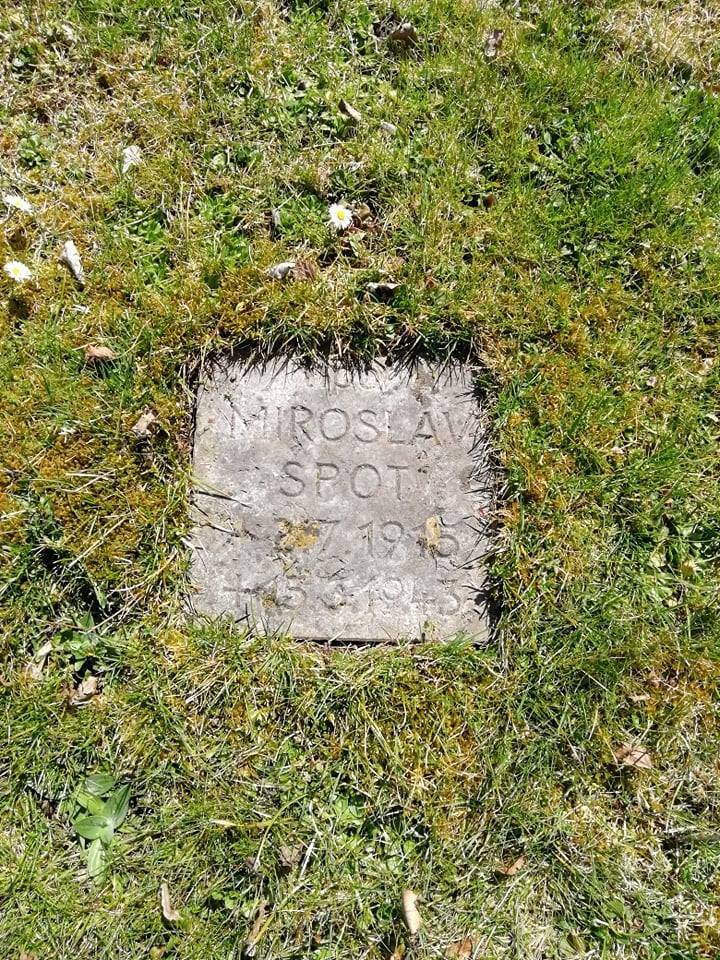
Hrob Miroslava Špota na hřbitově Perlacher Forst, Mnichov

## Vyznamenání
- 1944 –  Pamětní medaile československé armády v zahraničí se štítky Francie a Velká Británie
- 1945 –  Československý válečný kříž 1939